# دهه ۱۸۲۰ در جامعه‌شناسی
در دهه ۱۸۲۰ در جامعه‌شناسی (به انگلیسی: 1820s in sociology) رویدادهای زیر رخ داد:

## ۱۸۲۰
مناسبت‌ها
- توماس مالتوس اصول اقتصاد سیاسی منتشر شد.

تولد
- ۲۷ آوریل: هربرت اسپنسر
- ۲۸ نوامبر: فریدریش انگلس

مناسبت‌ها
- گئورگ ویلهلم فردریش هگل: طبقات اجتماعی منتشر شد.

## ۱۸۲۲
مناسبت‌ها
- اگوست کنت: طرح مطالعات علمی لازم برای سازماندهی مجدد جامعه
- گئورگ ویلهلم فردریش هگل: عناصر فلسفه حق

## ۱۸۲۴
مناسبت‌ها
- کلود هانری سن سیمون: تعلیم و تربیت صنعتگران منتشر شد.

## ۱۸۲۶
مناسبت‌ها
- اگوست کنت بحران تمدن صنعتی